# Paus Eusebius
Eusebius (Sardinië, ? - Sicilië, 17 augustus 310) was de 31e paus van de Katholieke Kerk. Zijn pontificaat duurde uiterst kort, door zijn verbanning naar Sicilië, als gevolg van de wispelturige politiek van keizer Maxentius. Deze was in eerste instantie erg mild, maar na onrusten over de te voeren politiek met betrekking tot afvallige christenen, trad hij met harde hand op.
Eusebius stierf op Sicilië. Omdat hij in ballingschap overleed, wordt hij als martelaar vereerd, hoewel hij in strikte zin niet de marteldood stierf. Hij wordt vereerd als heilige. Zijn gedenkdag is 17 september, zijn sterfdag. Hij ligt begraven in de Catacombe van Sint-Calixtus.